# Argentina Open 2021
Argentina Open 2021 — тенісний турнір, що проходив на ґрунтових кортах у місті Буенос-Айрес (Аргентина) з 1 по 7 березня. Належав до категорії ATP 250.

## Фінальна частина

### Одиночний розряд
Дієго Шварцман —  Франсіско Черундоло 6–1, 6–2

### Парний розряд
Томіслав Бркич /  Нікола Чачиц —  Аріель Беар /  Ґонсало Ескобар 6–3, 7–5